# Asda
ASDA — сеть супермаркетов в Великобритании, торгующая продуктами питания, одеждой и другими товарами. Штаб-квартира в Лидсе, Великобритания.

## История
Формирование ASDA началось в 1920-х годах как ассоциации фермеров на севере Англии; целью ассоциации было сдержать падение цен на молоко, начавшееся после окончания Первой мировой войны. Со временем ассоциация приобрела довольно значительную розничную сеть и расширила интересы в мясную продукцию. В 1949 году была зарегистрирована под названием Associated Dairies and Farm Stores (Ассоциация молокозаводов и фермерских магазинов). Следующие 20 лет ассоциация продолжала расти и в 1965 году выделила розничную торговлю в дочернюю компанию ASDA Stores Limited. ASDA начала открывать большие магазины в заброшенных складах и цехах на окраинах городов, где предлагала небольшой выбор товаров по предельно низким ценам; такой формат торговли приобрёл большую популярность, и сеть быстро разрослась. К концу 1970-х годов выручка 60 магазинов компании превысила 1 млрд фунтов. В 1980-е годы сеть ASDA продолжала расти, в основном в южной части Англии, включая Лондон.
Сеть стала дочерней компанией американской сети суперцентров Walmart в 1999 году, стоимость сделки составила 10,8 млрд долларов. В 2020 году контрольный пакет акций за 6,8 млрд фунтов был куплен компанией EG Group, принадлежащей британо-индийским бизнесменам Мохсину и Зуберу Иссе (Mohsin and Zuber Issa); этой компании принадлежит 5200 автозаправок в Великобритании и Европе. До сделки, ASDA была крупнейшим зарубежным филиалом Walmart, дававшим почти половину выручки от зарубежных операций.

## Деятельность
Asda является третьим крупнейшим ретейлером Великобритании с долей 27 % по состоянию на 2023 год (после Tesco и Sainsbury's).